# Portuguès moçambiquès
El portuguès moçambiquès es refereix a la varietat de portuguès parlat a Moçambic. El portuguès és la llengua oficial del país segons l'article 5 de la Constitució de la República de Moçambic.
Diversos factors han influït en l'aparició del portuguès moçambiquès. Moçambic comparteix la norma lingüística utilitzada en els altres països africans de parla portuguesa i Portugal. El portuguès moçambiquès també enriqueix el portuguès amb noves paraules i expressions.

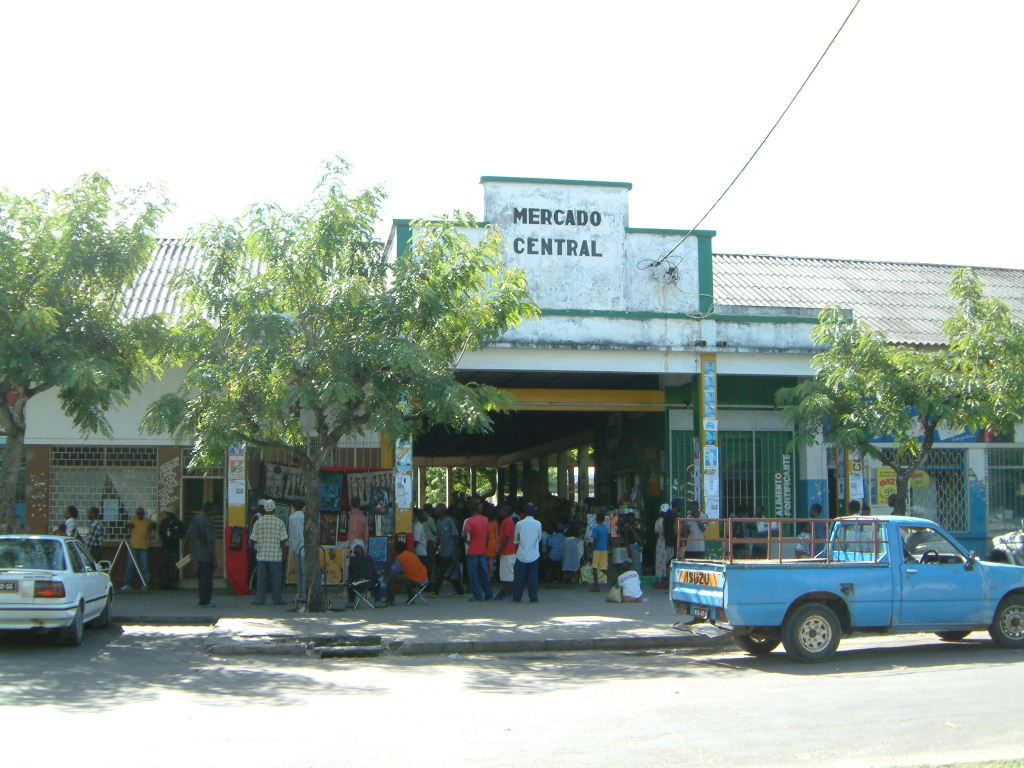
Mercat Central d'Inhambane, amb grafia en llengua oficial del país.

## Llengua oficial

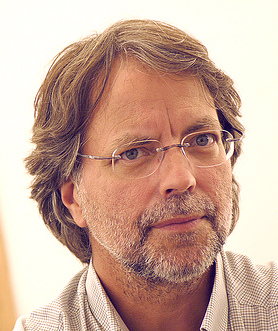
Mia Couto, exponent de la literatura de Moçambic.

Totes les institucions estatals fan servir exclusivament el portuguès, això s'aplica a les autoritats, tribunals, la policia i l'exèrcit. Totes les publicacions estan escrites sense excepció en portuguès. També e´s l'única en els contactes orals amb funcionaris individuals.
La premsa es concentra a la capital del país, Maputo, llevat d'un diari de tiratge modest a Beira. Els diaris Notícias i O País, el setmanari dominical Domingo i els setmanaris Zambeze, Magazine Independente, Canal de Moçambique i Savana, tots són publicats en portuguès i accessibles sobretot als lectors de la capital.
La televisió es difon amb prou feines a les aglomeracions urbanes i en portuguès, les pel·lícules de producció estrangers són projectats en versió originals subtitulats en portuguès. La ràdio és transmesa en portuguès i llengües regionals més importants, com el tsonga.

## Parlants

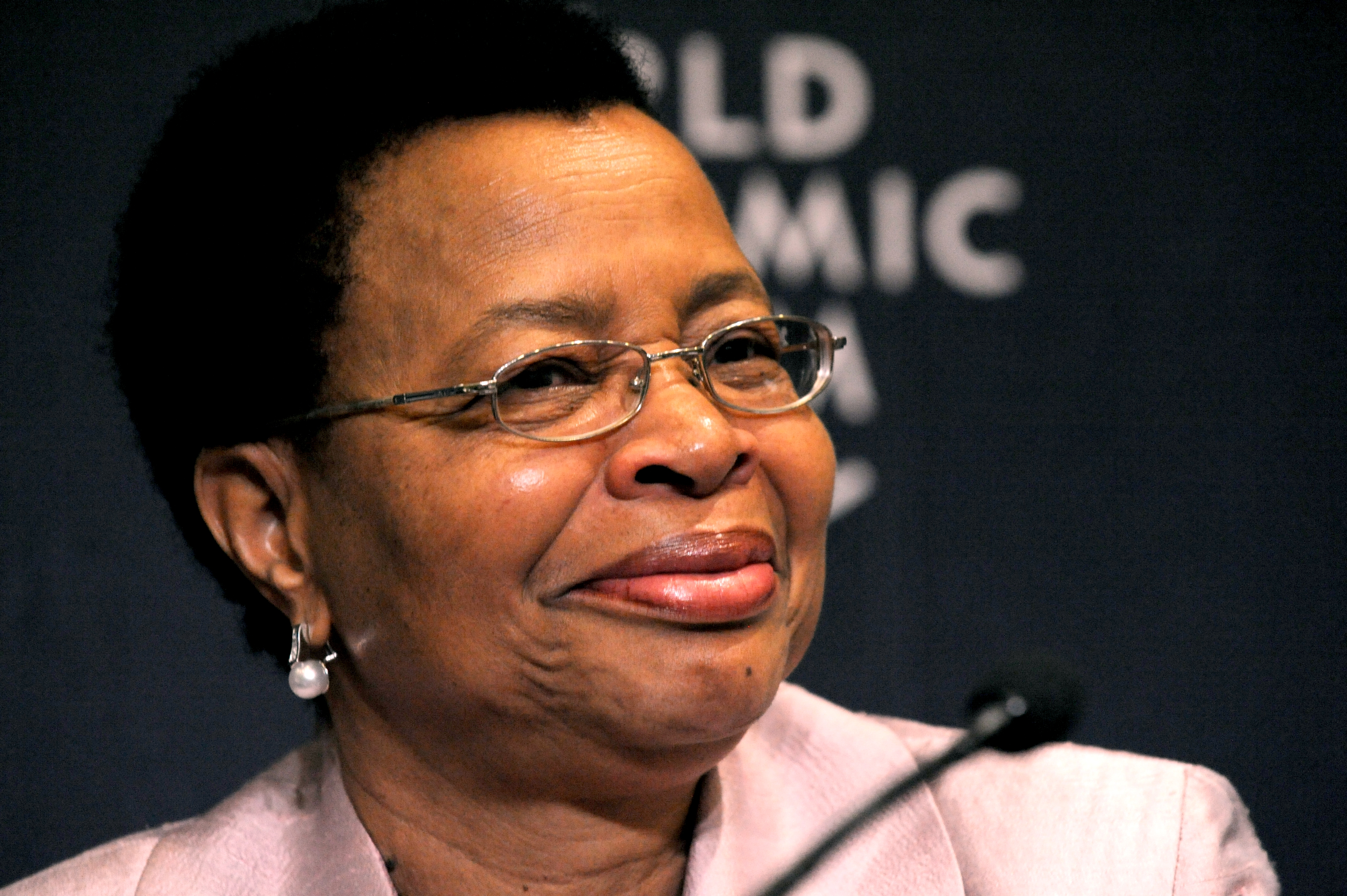
Graça Machel.

D'acord amb el cens de 2007:
- 50,4%[4] - saben parlar portuguès (context urbà: 80,8%; context rural: 36,3%); (39,5% en 1997, 24,4% en 1980)
  - 12,8% - parla majoritàriament portuguès a casa (8,8% en 1997).
  - 10,7%[4] - considera el portuguès com a la seva llengua materna (6,5% en 1997, 1,2% en 1980).
    - Aquest percentatge arriba al 25% a Maputo.

Una gran majoria de persones que tenen el portuguès com a llengua materna resideix a les àrees urbanes del país, i són principalment els ciutadans urbans els que adopten el portuguès com a llengua casolana. Arreu del país la majoria de població parla llengües bantu. La llengua materna més freqüent és el makhuwa (26,3%); en segon lloc és el xichangana (11,4%) i en tercer lloc, l'elomwe (7,9%).

## Context social i històric
El portuguès és una llengua postcolonial. Imposada durant l'època colonial, el portuguès va ser seleccionat com a llengua oficial del nou estat, ja que era ètnicament neutral. També era la llengua comú de les elits que van rebre la seva educació post-secundària a Portugal. El portuguès va tenir un paper important en la retòrica del moviment independentista, vist com un vehicle potencial per a l'articulació d'una identitat nacional.
Moçambic té una diversitat entnolingüística extraordinària, sense cap llengua dominant demogràficament. El portuguès serveix com a llengua franca que permet la comunicació dels moçambiquesos amb altres ciutadans d'altres ètnies, incloent especialment amb els lusomoçambiquesos. D'aquests moçambiquesos que parlen portuguès, la majoria són parlants no nadius, per tant parlen amb accents de llengües africanes. La manca de parlants nadius es deu, en part, a l'èxode massiu de lusomoçambiquesos a Portugal, Sud-àfrica i Brasil, i al fet que el país està lluny de la resta de la Lusofonia. Això va deixar molt pocs parlants nadius de portuguès a Moçambic.
El creixement del portuguès com a idioma nacional de Moçambic passa en paral·lel amb la creixent importància i l'atractiu d'anglès. L'anglès és la llengua oficial de totes les nacions que limiten amb Moçambic, s'han creat incentius per a la instrucció en anglès, i el govern ha augmentat l'ensenyament d'anglès a les escoles.

## Fonologia
El portuguès estàndard és la norma de referència a Moçambic. Tanmateix, pel que a la pronunciació, hi ha diverses influències de les llengües de Moçambic i del portuguès brasiler: 
- La supressió de les vocals àtones no és tan fort com a Portugal.
- L'elisió de 'r' a final de paraula (per exemple, estar com a eʃta en lloc de [eʃtaɾ])
- Pronunciació ocasional de la inicial i final 'i' com [i] (per exemple, felicidade com [felisiˈdadi] en lloc de [felisiˈdadə] o [fəlisiˈðaðə]).
- / b, d, ɡ / es pronuncien com oclusives [b, d, ɡ] en totes les posicions.

Aquestes tendències donen lloc a un so que recorda al portuguès brasiler. Les tendències anteriors són més forets en la parla vernacla i menys marcada en la parla culta. La pronunciació dels parlants de la llengua materna sona més portuguès europeu i les condicions enumerades anteriorment, excepte l'última.